# Palpada geniculata
Palpada geniculata là một loài ruồi trong họ Ruồi giả ong (Syrphidae). Loài này được Fabricius mô tả khoa học đầu tiên năm 1805. Palpada geniculata phân bố ở vùng Tân Nhiệt đới